# Radical 40

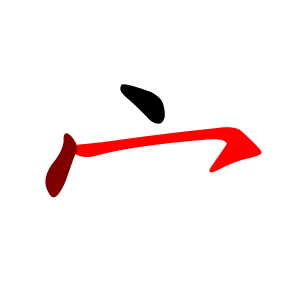
Le radical 40 s’écrit comme indiqué sur l’image ci-dessus, du plus foncé au plus clair.

Le radical 40 (宀), qui signifie le toit, est un des 31 des 214 radicaux chinois répertoriés dans le dictionnaire de Kangxi composés de trois traits.
Le caractère Unicode de 宀 est 5B80.

## Caractères avec le radical 40
| nombre de traits          | caractères                                                  |
| ------------------------- | ----------------------------------------------------------- |
| Sans trait supplémentaire | 宀                                                          |
| 2 traits supplémentaires  | 宁 宂 它 宄                                                 |
| 3 traits supplémentaires  | 宅 宆 宇 守 安                                              |
| 4 traits supplémentaires  | 宊 宋 完 宍 宎 宏 宐 宑 宒                                  |
| 5 traits supplémentaires  | 宓 宔 宕 宖 宗 官 宙 定 宛 宜 宝 实 実 宠 审                |
| 6 traits supplémentaires  | 客 宣 室 宥 宦 宨 宩 宪 宫                                  |
| 7 traits supplémentaires  | 宧 宬 宭 宮 宯 宰 宱 宲 害 宴 宵 家 宷 宸 容 宺 宻 宼 宽 宾 |
| 8 traits supplémentaires  | 宿 寀 寁 寂 寃 寄 寅 密 寇 寈                               |
| 9 traits supplémentaires  | 寊 寋 富 寍 寎 寏 寐 寑 寒 寓 寔 寕                         |
| 10 traits supplémentaires | 寖 寗 寘 寙 寚 寛 寜 寝                                     |
| 11 traits supplémentaires | 寞 察 寠 寡 寢 寣 寤 寥 實 寧 寨                            |
| 12 traits supplémentaires | 審 寪 寫 寬 寭 寮                                           |
| 13 traits supplémentaires | 寯 寰                                                       |
| 14 traits supplémentaires | 寱 寲                                                       |
| 16 traits supplémentaires | 寳 寴 寵                                                    |
| 17 traits supplémentaires | 寶                                                          |
| 18 traits supplémentaires | 寷                                                          |